# Aquiloeurycea praecellens
El tlaconete fino veracruzano (Aquiloeurycea praecellens) es una especie de anfibio caudado (salamandras) de la familia Plethodontidae. Es endémica del centro de Veracruz, México.

## Clasificación y descripción de la especie
Es una salamandra de la familia Plethodontidae del orden Caudata. Es de talla pequeña, se conoce de una sola hembra que mide hasta 3.5 cm, la cola es más corta (3 cm). Sus nostrilos son pequeños, con hendiduras nasolabiales bifurcadas que terminan en protuberancias nasolabiales bien desarrolladas. El dorso tiene aproximadamente cincuenta glándulas pequeñas pero conspicuas, acomodadas en cuatro líneas longitudinales irregulares, dos de las cuales tienen posición paravertebral. La cola también tiene algunas glándulas esparcidas. Tiene una barra de color blanco entre los ojos. La coloración de fondo del dorso es café‑negra con algunos manchones claros en la parte inferior del cuerpo. La superficie ventral del cuerpo es más clara que el dorso y la superficie ventral de la cola es café claro. 

## Distribución de la especie
Es endémica de México, se conoce solo de la localidad tipo de las llanuras costeras en la región centro de Veracruz.

## Ambiente terrestre
Vive en regiones de cafetales a 800 m.s.n.m. Su hábitat natural son los bosques tropicales o subtropicales a baja altitud.
Está amenazada de extinción debido a la destrucción de su hábitat.

## Estado de conservación
Se considera como Amenazada (Norma Oficial Mexicana 059) y en Peligro de Extinción en la Lista Roja de la UICN. No se ha visto nuevamente desde hace 40 años.